# 寰宇財經台
寰宇財經台原為華人衛星電視傳播機構（CSTV）旗下財經頻道，現已出售給禾豐傳媒投資股份有限公司，原名為華人商業台，其頻道商為「亞洲衛星電視股份有限公司」。

## 歷史
- 1992年6月，王志隆創辦「萬里達傳播事業股份有限公司」，提供音樂、旅遊、財經等類型的電視頻道。
- 1996年，華人商業台正式成立開播。
- 2013年11月1日，華人商業台正式更名為「寰宇財經台」，繼續在中華電信MOD第205頻道播出[1]。
- 2013年11月28日，寰宇財經台的中華電信MOD頻道位置改為第57頻道。
- 2014年1月1日，寰宇財經台於全台有線電視系統下架，結束亞洲衛星電視在有線系統經營的頻道（目前僅剩部分數位有線系統的旗下電視頻道的亞洲旅遊台、寰宇新聞台、寰宇新聞台灣台），只能透過中華電信MOD收看。
- 2024年1月1日，寰宇財經台於部分有線電視系統正式重新上架。
- 很多節目是跟東森電視合作。

## 主播群

### 現任主播
- 李思瑾
- 范益華
- 謝忠岳

## 常態節目
- 《台股搜查線》
- 《台股線上》
- 《寰宇頭條新聞》
- 《環球大戰線》
- 《賺錢放大術》
- 《財富腦學院》（週末播出，由張雅芳主持）
- 《理財達人秀》（與東森財經新聞台同步播出）
- 《57爆新聞》（與東森財經新聞台同步播出）
- 《寰宇追追追》（內容取自東森新聞台 台灣啟示錄，由謝忠岳主持）
- 《搜查事件簿》（內容取自東森新聞台 台灣啟示錄，由謝忠岳主持）
- 《台味小食代》（內容取自東森新聞台 台灣1001個故事、銅板美食呷透透 等）
- 《美食打卡趣》（內容取自東森新聞台 台灣1001個故事、銅板美食呷透透 等）
- 《全台呷透透》（內容取自東森新聞台 台灣1001個故事、銅板美食呷透透 等）
- 《寰宇快易通》（與寰宇新聞台共用）

## 亞洲衛星電視旗下其他頻道
- 亞洲旅遊台
- 美食星球頻道
- 寰宇新聞台
- 寰宇新聞台灣台
- 寰宇綜合台
- 亞洲綜合台

## 外部連結
- 寰宇財經台官方網站 （页面存档备份，存于）
- 520 寰宇財經台 - 中華電信 MOD 網站 （页面存档备份，存于）